# Hiệp hội các Trung tâm Khoa học-Công nghệ
Hiệp hội các Trung tâm Khoa học-Công nghệ, viết tắt theo tiếng Anh là ASTC (Association of Science and Technology Centers) là một tổ chức phi chính phủ quốc tế tập hợp và cung cấp tiếng nói chung, hỗ trợ chuyên môn và cơ hội lập trình cho các trung tâm khoa học, các bảo tàng và các tổ chức liên quan. Thông qua các liên minh chiến lược và quan hệ đối tác toàn cầu, mục tiêu của ASTC là nâng cao nhận thức về những đóng góp có giá trị của các thành viên đối với cộng đồng của họ và lĩnh vực nghiên cứu STEM (Science, technology, engineering, and mathematics: Khoa học, công nghệ, kỹ thuật và toán học) không chính thức.
Được thành lập năm 1973, ASTC hiện đại diện cho gần 700 thành viên ở gần 50 quốc gia, bao gồm không chỉ các trung tâm khoa học và bảo tàng, mà còn các trung tâm thiên nhiên, thủy cung, vườn thú, vườn thực vật, lịch sử tự nhiên, và bảo tàng trẻ em, cũng như các công ty, nhà tư vấn và các tổ chức khác có chung mối quan tâm đến giáo dục khoa học không chính thức.
ASTC là thành viên liên hiệp khoa học của Hội đồng Khoa học Quốc tế (ISC) 
ASTC được Liên Hợp Quốc và UNESCO bảo trợ, với tên theo tiếng Anh là The Association of Science-technology Centers trong các văn bản của họ.

## Mục tiêu
Mục tiêu của các trung tâm khoa học là nhằm kết nối mọi người với khoa học, giúp khoa học hiện diện trong cộng đồng và cung cấp cho mọi người ở mọi lứa tuổi và hoàn cảnh khác nhau cơ hội đặt câu hỏi, thảo luận và khám phá.
Các trung tâm khoa học cung cấp trải nghiệm trực tiếp và cơ hội phát triển trực giác về thế giới tự nhiên. Các hoạt động thực hành được tổ chức tại một số trung tâm khoa học, có thể bao gồm những thứ như cảm nhận bức xạ hồng ngoại và trải nghiệm mô men động lượng — vì vậy khi mọi người gặp những khái niệm này trong các môi trường khác, họ sẽ dễ hiểu hơn. Nhiều trường dựa vào các trung tâm khoa học để thực hiện các chuyến đi thực tế và các chương trình giảng đường, chương trình giảng dạy, bộ dụng cụ khoa học và đào tạo giáo viên.

## Hoạt động
ASTC tổ chức Hội nghị thường niên (ASTC Annual Conference). Mỗi năm, gần 2.000 cá nhân đại diện cho các trung tâm khoa học và bảo tàng từ khắp nơi trên thế giới, các nhà giáo dục khoa học không chính thức và các công ty hợp tác với lĩnh vực bảo tàng tập hợp trong Hội nghị này.